# Honoré Declerck
Honoré Declerck, né le 20 mars 1765 à Bailleul (Flandre française) et mort le 17 janvier 1843 à Paris (Seine), est un homme politique français.

## Biographie
Receveur de l'enregistrement à Cassel, maire de Bailleul, il est élu député du Nord au Conseil des Cinq-Cents le 24 germinal an VI. Opposé au coup d'État du 18 Brumaire, il est un temps interné à Rochefort-sur-Mer.
Il est inhumé au cimetière de Bailleul.

## Sources
- « Honoré Declerck », dans Adolphe Robert et Gaston Cougny, Dictionnaire des parlementaires français, Edgar Bourloton, 1889-1891 [détail de l’édition]